# Balzam za usne
Balzam za usne je sredstvo koji se nanosi za omekšavanje istrošene ili ispucane kože usana, kao i za liječenje herpesa. Balzam za usne često sadrži pčelinji ili karnauba vosak, kamfor, lanolin, parafin, vazelin itd.
U 2019., globalna razina tržišta balzama za usne je iznosila 660 milijuna američkih dolara. Procjenjuje se da će tržište rasti po stopi od 7,3% tijekom sljedećih pet godina i dosegnuti 1.010 milijuna dolara u 2024.

## Vrste
Ovisno o komponentama uključenim u sastav, postoje različite vrste balzama za usne:
- Balzam za usne s UV filterom. Treba ga koristiti ljeti ili na mjestima s povećanom solarnom aktivnošću (kao što su skijališta).
- Hranjivi balzam za usne. Najbolje je ga koristiti zimi.
- Hidratantni balzam za usne. Zimi njegovo korištenje može uzrokovati ispucanje na usnama jer će se balzam prebrzo upijati.
- Terapijski balzam za usne. Ima omekšavajući i antiseptički učinak.
- Balzam za usne s prirodnim uljima u sastavu. Sastav takvog sredstva može sadržavati sezamovo ulje, babassu ulje, vitamine E i A, koji sprječavaju suhe i ispucale usne.

## Tehnologija proizvodnje
Faze proizvodnje balzama za usne uključuju:
- Provjera izvornih sirovina prema kvalitativnim pokazateljima (strogi sigurnosni parametri su postavljeni za kozmetiku)
- Doziranje, topljenje, miješanje komponenti (pomoću posebne opreme i uvjeta)
- Vakuumska obrada mase (oslobađanje od mjehurića)
- Kristalizacija smjese (događa se u roku od dva dana)
- Topljenje
- Oblikovanje (podjela ukupne mase balzama na komade, formiranje potrebnog oblika)
- Pakiranje (stavljanje sredstva u kutiju)